# Castillo CF
Castillo CF is een Spaanse voetbalclub uit San Bartolomé de Tirajana op Gran Canaria. De club speelt in de Tercera División. Het thuisstadion is het Estadio Municipal de Castillo del Romeral, dat 1.000 plaatsen heeft.

## Geschiedenis
Castillo CF werd op gericht op 26 februari 1950. In de clubgeschiedenis speelde het eerste elftal twee seizoenen in de Segunda División B (2004/2005, 2005/2006). De overige jaargangen was Castillo CF in lagere divisies actief. De beste klassering in de geschiedenis was een tiende plaats in de Segunda División B in 2005. Een jaar na dit resultaat degradeerde de club via de play-offs. In de eerste ronde van de play-offs was SD Huesca op basis van het uitdoelpunt de betere (0-0, 1-1), terwijl in de tweede ronde CD Baza tweemaal te sterk was (0-1, 0-2). Sindsdien speelt Castillo CF in de Tercera División.

## Bekende spelers
- Pablo Paz